# Laryssa Artjuhina

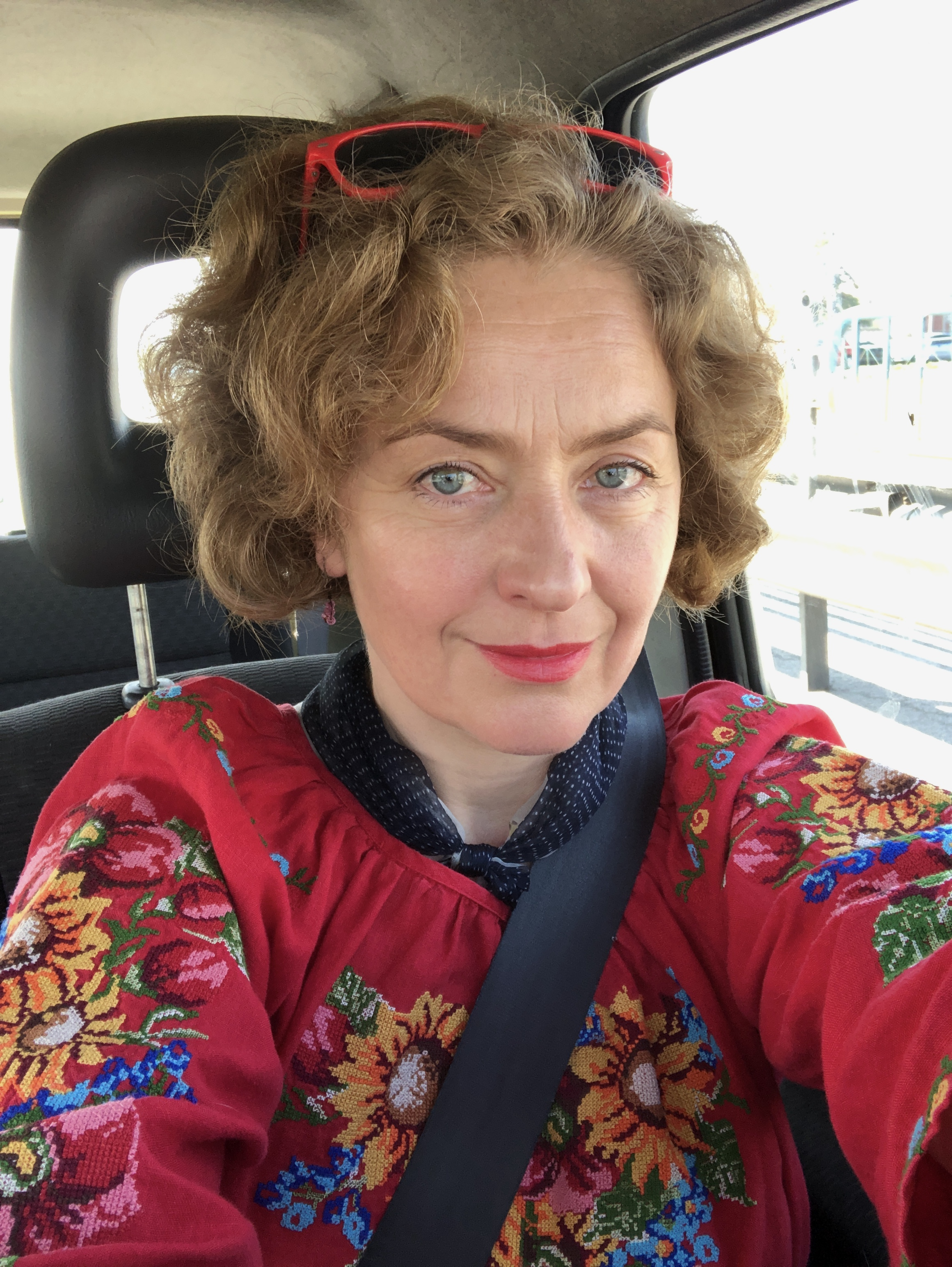
Laryssa Artjuhina (2020)

Laryssa Mychajliwna Artjuhina (ukrainisch Лари́са Миха́йлівна Артюгіна; geboren am 23. Mai 1971 in  Winnyzja) ist ukrainische Regisseurin, Dokumentarfilmerin und Menschenrechtsaktivistin. Sie war ab 2014 an verschiedenen Projekten beteiligt, die die Proteste des Euromaidan dokumentarisch begleiteten und aufarbeiteten.

## Biografie
Laryssa Artjuhina studierte an der Nationalen Taras-Schewtschenko-Universität und erhielt 1993 einen Abschluss in angewandter Kernphysik. An der Kiewer Nationalen Universität für Theater, Film und Fernsehen studierte sie 1999 Fernsehregie (Regie, Journalismus, Kamera). Es folgte ein Studium für Drehbuch, Produktion und Schauspiel an der Hollywood School welches sie 2006 abschloss. 2007 absolvierte sie ein Praktikum im Rahmen des International Visitor Leadership Program (Internationales Führungsprogramm für Besucher) Film as a Reflection of National Identity (Film als Spiegel der nationalen Identität) des US-Außenministeriums. Artjuhina war als Regisseurin, Journalistin, Fotojournalistin, Schauspielerin und Fernseh- und Radiomoderatorin tätig. Seit 2008 ist sie Dozentin an der Kiewer Nationalen Universität für Theater, Film und Fernsehen.
Laryssa Artjuhina ist Gründerin der NGO (Nichtregierungsorganisation) New Donbas.
2014 leitete sie Projekte für Menschen aus der Donbass-Region, ihr Arbeitsfokus liegt auf Jugendlichen und Schülern. Als Dokumentarfilmerin erstellte sie Filmmaterial über die Euromaidan-Revolution und drehte später einen eigenen Film How We Became Military Volunteers (Wie wir Freiwillige des Militärs wurden) über die Soldaten des Donbass-Bataillons und Bohdan's Happiness (Bohdans Glücklichsein) der den Beginn des Krieges in der Ostukraine aus der Perspektive eines sechsjährigen Jungen erzählt. Artjuhina dokumentierte die Arbeit ihres Freundes Yehor Soboliev, der damals Journalist und Aktivist war und heute Abgeordneter ist. Damals arbeitete Larysa Artjuhina auch an der Kiewer Karpenko-Karyi-Universität für Theater, Kino und Fernsehen. Zusammen mit einem Kollegen koordinierten sie die Studierenden des zweiten Studienjahres. Nach der Revolution wurden die Arbeiten dieser Studierenden als eine Reihe von Dokumentarfilmen unter dem Titel Schwarzes Tagebuch vom Maidan bekannt.
Sie ist Begründerin und Koordinatorin des BABYLON'13 Filmprojekts, das von einem Team von Filmschaffenden erstellt wurde, die während der Maidan Proteste zusammengefunden hatten. Eines der Hauptziele des Projektes ist es, die Wahrnehmung der Realität durch den Dokumentarfilm zu verändern. Das Team beschloss aus Sicherheitsgründen, die Identität der Filmschaffenden nicht preiszugeben. Nach der Revolution widmete Artiugina ihre Arbeit den freiwilligen Soldaten des Donbass-Bataillons, die ihre Arbeitsplätze verließen, um die Ukraine im Krieg zu verteidigen. Das Bataillon erlebte Verluste und Gefangenschaft und Artiugina filmte die Geschichten der Soldaten, die einige der schlimmsten Tage in der Geschichte der Ukraine durchlebten. Auf einer der Reisen erfuhr sie von zerbombten Schulen in Mykolajiwka, einer Stadt in der Oblast Donbas, die von den prorussischen Kräften besetzt und dann von der ukrainischen Armee befreit wurde.
Laryssa Artjuhina setzt sich dafür eine Plattform für ukrainische Dokumentarfilme zu schaffen. Diese Plattform soll aus einem Archiv, einer Filmschule und einem Produktionsstudio bestehen. In einem Interview mit der ukrainischen Zeitschrift Ukrainian Interest sagte sie: „Ich möchte wirklich, dass wir die Schicht der Geschichte, in der wir leben, bewahren. Ich möchte, dass die Ukrainer eine neue Geschichte der unabhängigen Ukraine bekommen. Leider verfügen wir nicht über ein nationales Archiv aus der Zeit der Unabhängigkeit. Deshalb wollen wir mit der Sammlung, Archivierung und Herstellung verschiedener Produkte zu diesem Thema beginnen.“

## Filmografie (Auswahl)
- 2010: Malika
- 2012: Bez GMO
- 2012: Une fleur jaune pour Monsieur Bourillon
- 2014: Stronger Than Arms

## Auszeichnungen (Auswahl)
- 1998: International Film Forum of Slavic and Orthodox Peoples Golden Knight: Bronze Award
- 2001: International Festival of TV programs and films on law enforcement Golden George: Silberner George Award in der Kategorie Bester Dokumentarfilm über Strafverfolgung für A Place to Repent (2000).
- 2002: 6th Forum of Cinematographers of the CIS countries, Lettland, Litauen und Estland – für das Projekt Ukrainian ballads
- 2003: Enchanted Gum Film Festival – Erster Preis für Birds
- 2007: DJUCE Mobile Film Festival, Spezialpreis für den Film Real Democracy